# John Preskill
John Phillip Preskill (né le 19 janvier 1953) est un physicien théoricien américain et professeur au California Institute of Technology (Caltech).
Après avoir obtenu son Bachelor of Science (BA) en physique à l'université de Princeton, avec mention summa cum laude, en 1975, il reçoit son Ph.D., sous la direction de Steven Weinberg, dans le même sujet à l'université Harvard en 1980. Preskill est décrit comme un enseignant de très grande qualité et nombre de ses anciens élèves sont maintenant des physiciens reconnus.
Alors qu'il était encore étudiant en thèse, Preskill est devenu célèbre après avoir publié un article sur la production cosmologique de monopôles magnétiques très massifs dans le cadre des Théories de Grande Unification. Son travail a mis en lumière une sérieuse difficulté dans les modèles cosmologiques de l'époque, difficulté qui a par la suite été étudiée et résolue par Alan Guth et d'autres cosmologues avec la proposition de l'inflation cosmique.
Après avoir été junior fellow au sein de la Harvard Society of Fellows, Preskill est devenu Associate Professor of Theoretical Physics à Caltech en 1983. Depuis 2000 il est le directeur de l'Institute for Quantum Information à Caltech. Durant ces dernières années, la majeure partie de son travail a été consacré à l'étude de questions mathématiques reliées au calcul quantique et la théorie de l'information quantique.
Preskill a été beaucoup cité dans la presse pour avoir effectué un pari avec ses collègues Stephen Hawking et Kip Thorne au sujet du paradoxe de l'information posé par les trous noirs.